# Helicogonium
Helicogonium is een geslacht van schimmels behorend tot de familie Helicogoniaceae. De typesoort is Helicogonium jacksonii.

## Soorten
Volgens Index Fungorum telt het geslacht 19 soorten (peildatum februari 2022):
| Soortnaam                     | Auteur(s)          | Publicatiejaar |
| ----------------------------- | ------------------ | -------------- |
| Helicogonium conniventis      | Baral & G. Marson  | 1999           |
| Helicogonium cyathiculae      | Baral              | 1999           |
| Helicogonium fusisporum       | Baral & Kutorga    | 2010           |
| Helicogonium gemmisporum      | (S.E. Carp.) Baral | 1999           |
| Helicogonium hyaloscypharum   | Baral              | 1999           |
| Helicogonium hyphodisci       | Baral & G. Marson  | 1999           |
| Helicogonium jacksonii        | W.L. White         | 1942           |
| Helicogonium melanochlorae    | Baral              | 1999           |
| Helicogonium mollisiophilum   | Baral              | 1999           |
| Helicogonium odontiae         | (Cain) Baral       | 1999           |
| Helicogonium orbiliarum       | Baral & G. Marson  | 1999           |
| Helicogonium parorbiliopsidis | Baral              | 1999           |
| Helicogonium petiolaridis     | Baral              | 1999           |
| Helicogonium prunicolae       | Baral              | 1999           |
| Helicogonium psilachni        | Baral              | 1999           |
| Helicogonium scrupulosae      | Baral              | 1999           |
| Helicogonium trabinelloides   | Baral              | 1999           |
| Helicogonium transeuntis      | Baral              | 1999           |
| Helicogonium vogesiacum       | Baral              | 1999           |